# Дю Бо, Шарль
Шарль Дю Бо (фр. Charles Du Bos; 27 октября 1882, Париж — 5 августа 1939, Ла-Сель-Сен-Клу, Иль-де-Франс) — французский писатель
, эссеист, литературный критик, литературовед, редактор.

## Биография
Сын француза из высшего парижского общества — друга Эдуарда VII и польки.
Образование получил в парижских лицеях, в 1900—1901 годах учился в Оксфорде, Берлине и Риме, живо интересовался немецкой и итальянской литературой. Жил во Флоренции, Венеции (где стал учеником А. Бергсона) и Берлине, где общался с известными европейскими интеллектуалами (в том числе А. Жидом и П. Валери).
Сторонник интуитивного (эвристического) метода, стремился выявить в литературе метафизические и мистические измерения, взаимодействие «души» произведения с душой читателя.
Автор работ о творчестве Ш. Бодлера, М. Пруста, А. Жида, Г. Флобера, Б. Констана, Дж. Байрона, Г. Новалиса, И. В. Гёте, Ф. Ницше, А. Бергсона, П. Мериме, Ж. Бернаноса, А. де Ноай, Р. Рильке и др.
В поздних сочинениях усилились религиозные настроения, с особой силой проявившиеся в «Дневнике» («Journal», т. 1-9, 1946—1961).
В 1937 году был награждён литературной премией Prix Alfred-Née, учреждённой Французской академией и «присуждаемой автору самого оригинального по форме и мысли произведения».
В 1954 году на его дочери женился чешский писатель Ян Чеп.